# Cabrières (Hérault)
Cabrières (okzitanisch: Cabrièiras) ist eine französische Gemeinde mit 556 Einwohnern (Stand: 1. Januar 2022) im Département Hérault in der Region Okzitanien. Sie gehört zum Arrondissement Lodève und zum Kanton Mèze. Die Einwohner werden Cabrièrois genannt.

## Lage
Cabrières liegt an der Boyne, etwa 24 Kilometer nordöstlich von Béziers bzw. etwa 50 Kilometer westlich von Montpellier. Umgeben wird Cabrières von den Nachbargemeinden Mourèze im Norden, Villeneuvette im Nordosten, Lieuran-Cabrières im Nordosten und Osten, Péret im Osten, Fontès im Südosten und Süden, Neffiès im Süden, Vailhan im Südwesten und Westen sowie Valmascle im Westen und Nordwesten.

## Geschichte
Forschungshistorisch bedeutend ist die Gemeinde durch die bei der Ortschaft Fontès bestehende Schürfung, die als Definitionsmaß für das Erdzeitalter des Karbons bzw. des Mississippium gilt.
Als Kupferlagerstätte (Pioch Farrus) ist die Gegend um Cabrières ein bedeutender Platz während der Bronzezeit gewesen.
Im Frühmittelalter bestand hier eine Festungsanlage der Merowinger, die Anfang des 6. Jahrhunderts an die Westgoten gefallen war und von diesen dann ausgebaut wurde. Heute sind nur noch Mauerreste davon zu sehen.
Im Weingebiet um Cabrières wird vor allem der Rotwein Lledoner Pelut produziert.

## Bevölkerungsentwicklung
| Jahr                       | 1962 | 1968 | 1975 | 1982 | 1990 | 1999 | 2006 | 2013 |
| Einwohner                  | 461  | 415  | 364  | 330  | 307  | 338  | 429  | 483  |
| Quellen: Cassini und INSEE |      |      |      |      |      |      |      |      |

## Sehenswürdigkeiten
- Romanische Kirche Saint-Martin des Crozes aus dem 12. Jahrhundert, Monument historique
- Kupferminen von Pioch Farrus (5000 Jahre alt)
- Burgruine

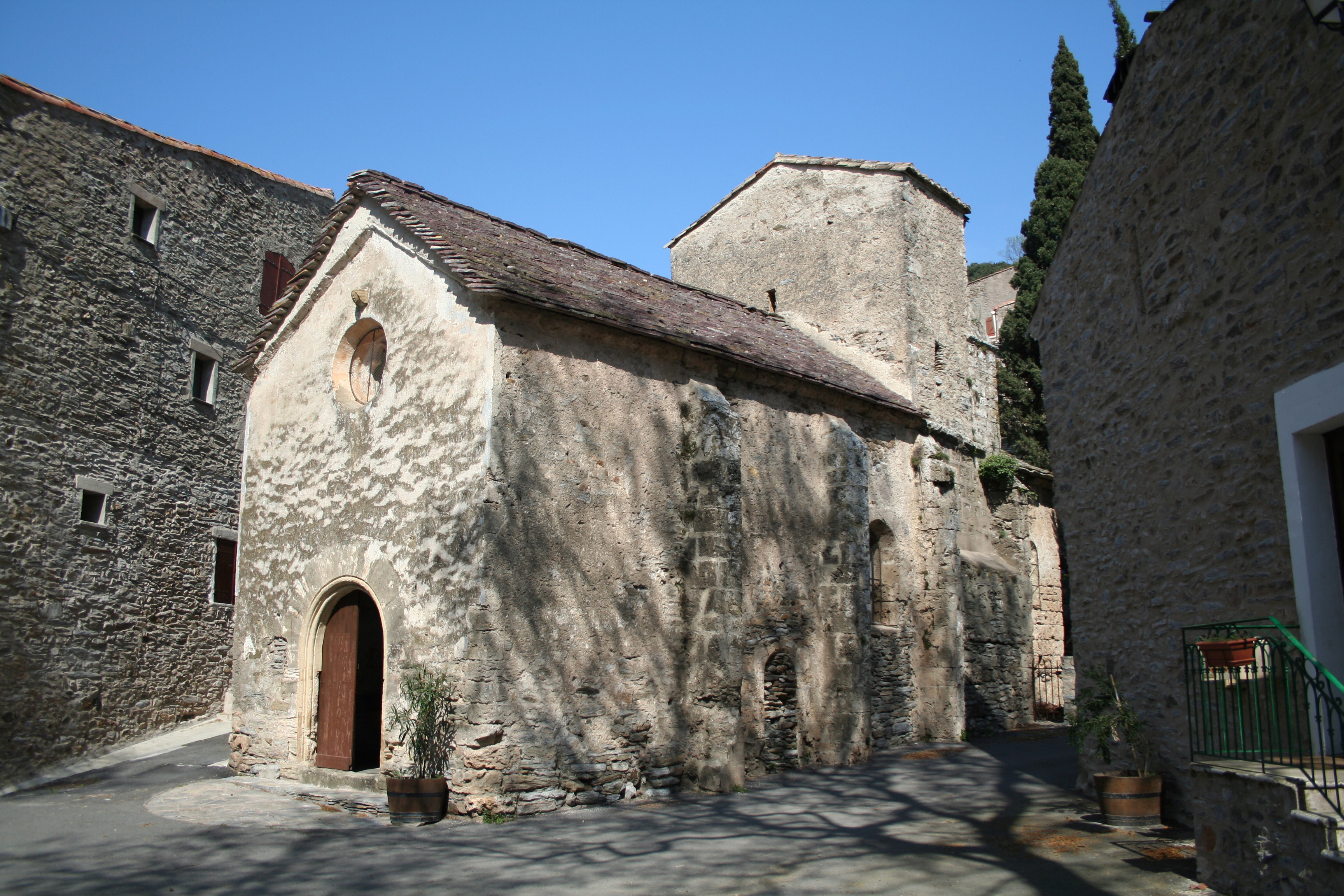
Kirche Saint-Martin
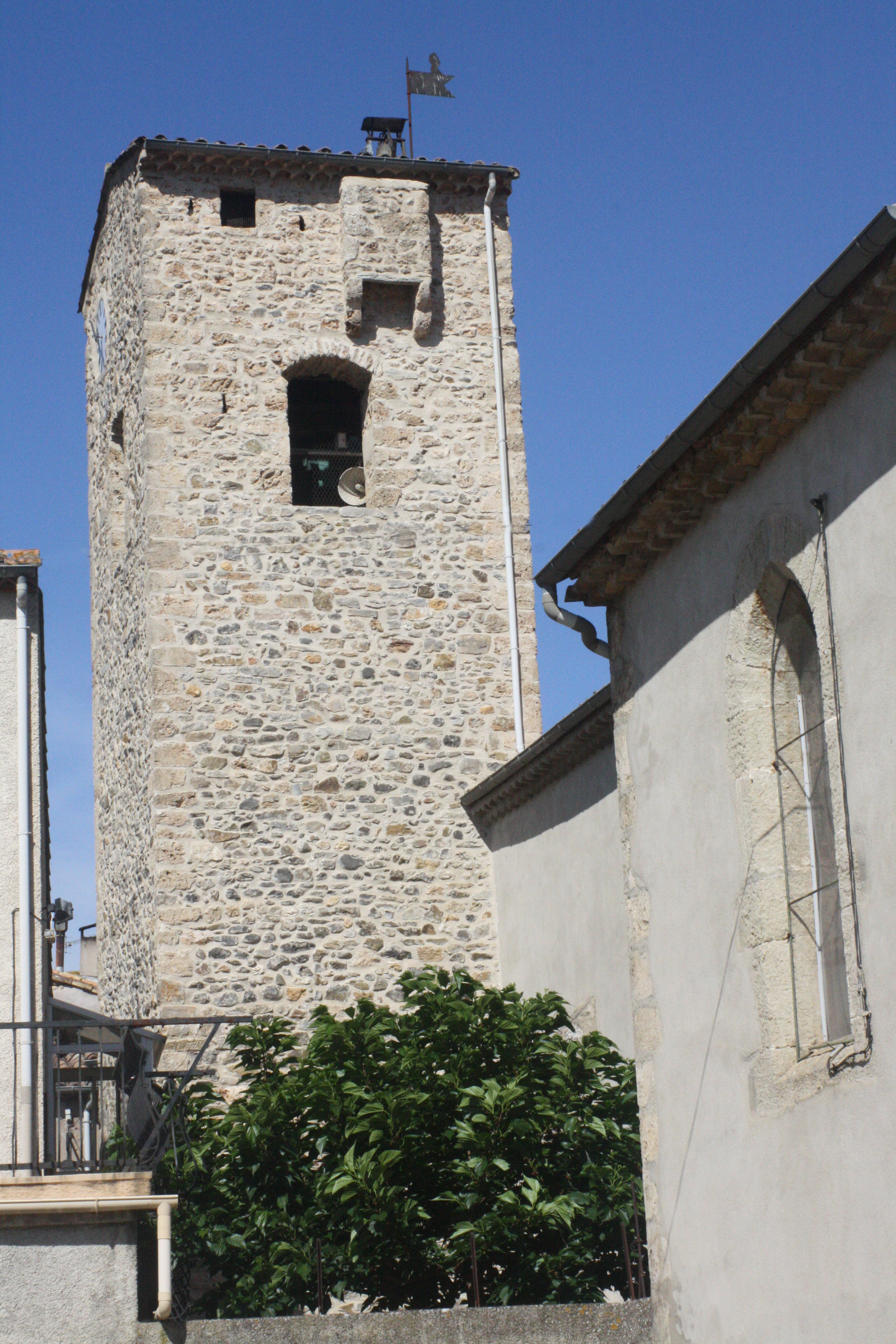
Kirche Saint-Étienne
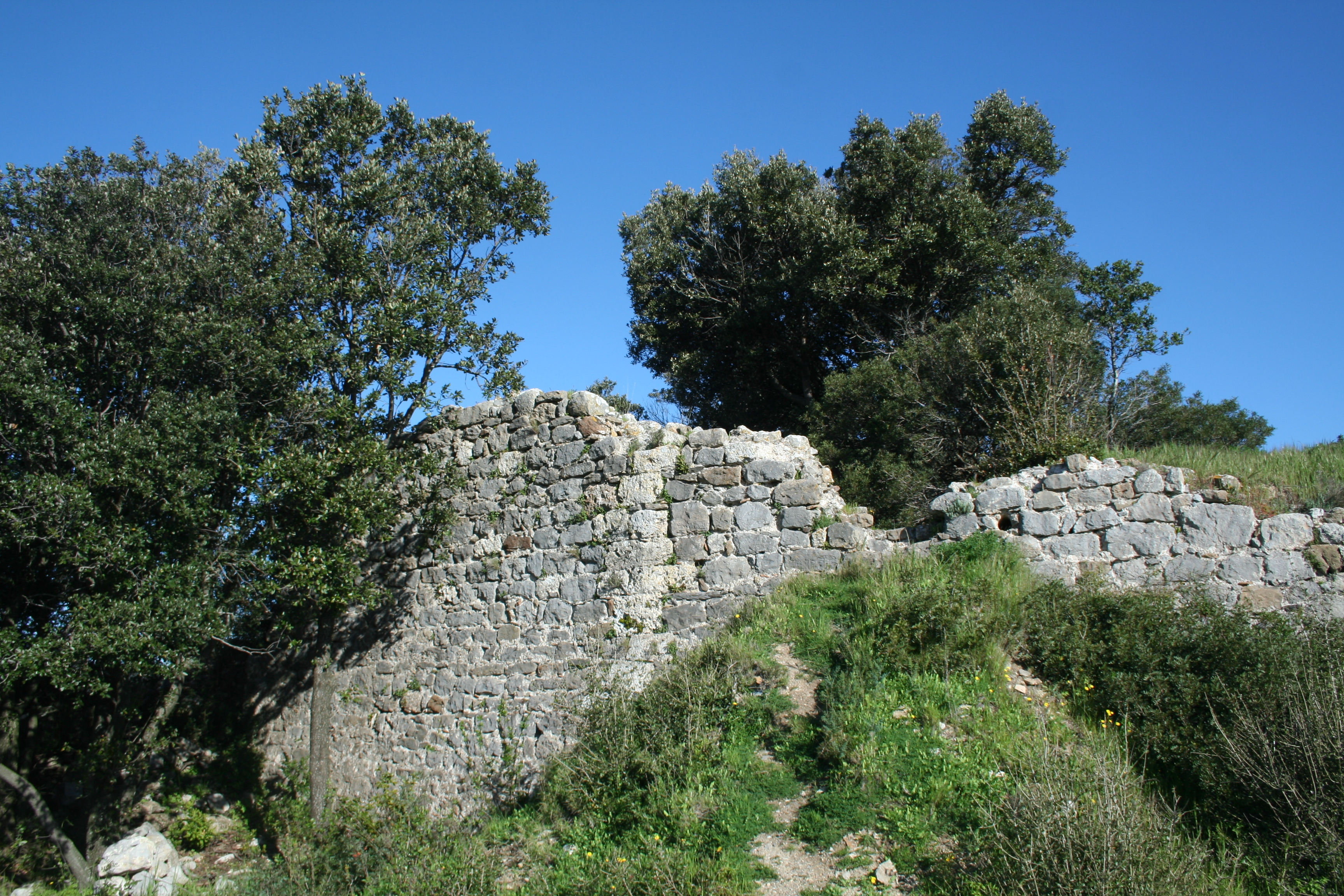
Mauerreste der Burg
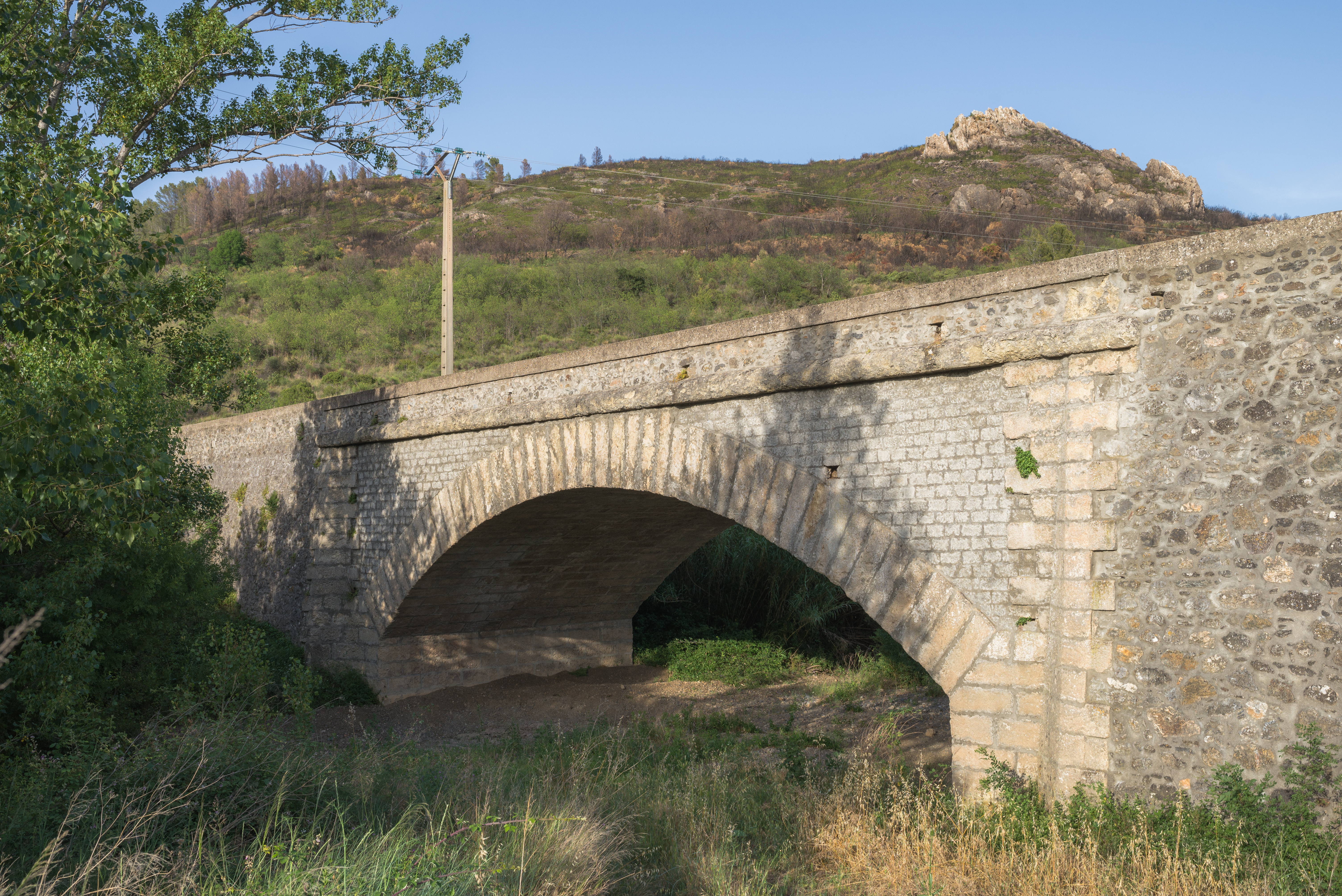
Brücke über die Boyne
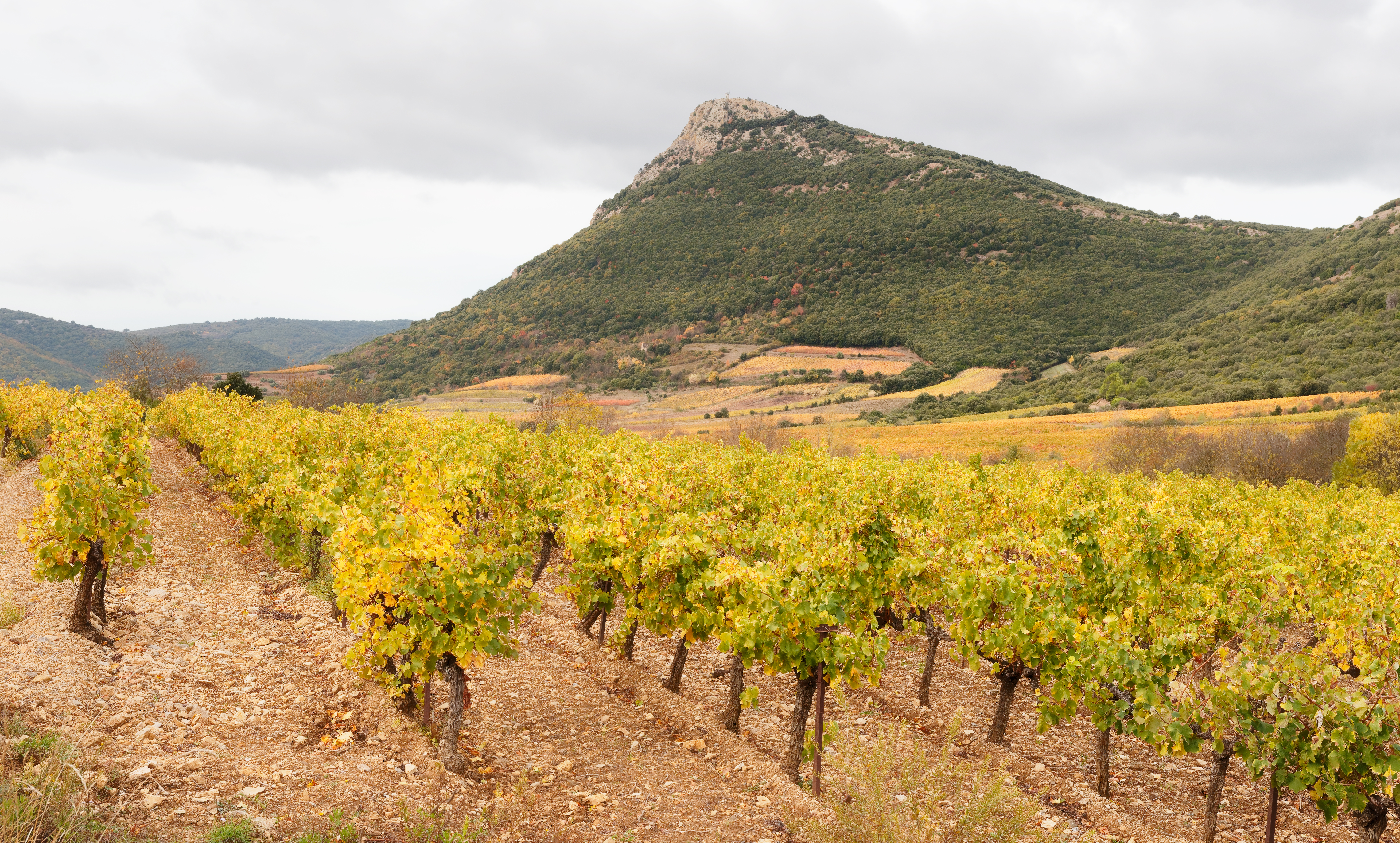
Weinreben vor dem Pic de Vissou